# Романково (Калужская область)
Романково — деревня в Сухиничском районе Калужской области Российской Федерации. Входит в состав сельского поселения «Село Стрельна».

## История
В 1965 г. Указом Президиума ВС РСФСР деревня Болдырево переименована в Романково, в память о Герое Советского Союза Романкове Александре Андриановиче.

## Население
| 2002 | 2010 |
| ---- | ---- |
| 29   | ↘27  |